# 欧陽詢

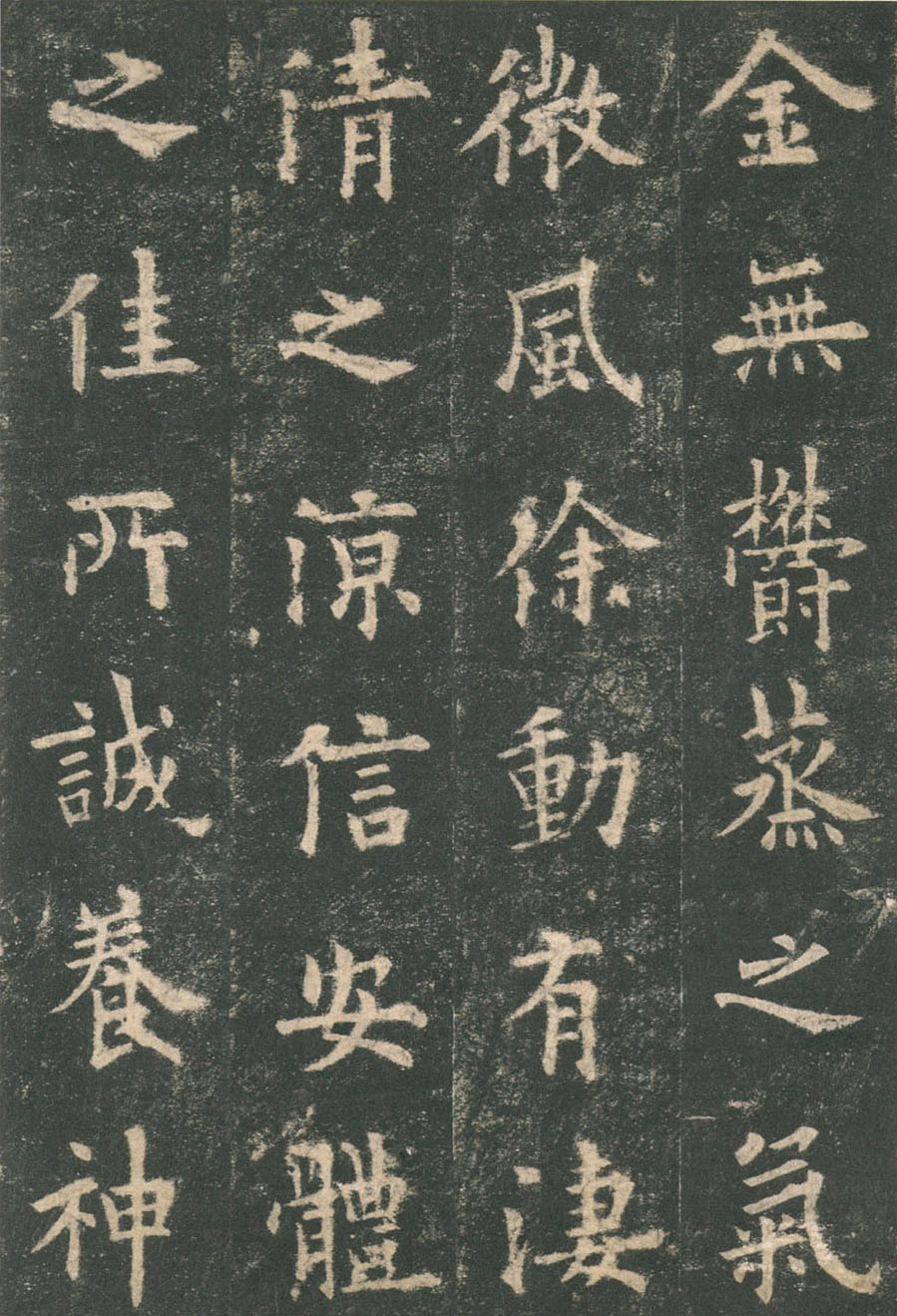
『九成宮醴泉銘』（部分）
欧陽詢筆

欧陽 詢（おうよう じゅん、永定元年（557年） - 貞観15年（641年））は、唐の儒家・書家。字は信本。本貫は長沙郡臨湘県。父は南朝陳の広州刺史の欧陽紇。子は欧陽愷・欧陽粛・欧陽倫・欧陽通。陳寅恪の研究によると、南蛮の血統。

## 業績
初唐の三大家の一人で、唐の四大家の一人でもある。欧陽詢の楷書は端正な字形であり、特に『九成宮醴泉銘』は有名で、日本では昭和時代からこの書風が小中学校の教科書の手本に取り入れられるなど後世に多大な影響を残した。
隋の大業元年（605年）、太常博士に任じられた。唐の貞観初年、太子率更令に任じられた。

## 代表作
代表的な書は次のとおりである。
- 皇甫誕碑（こうほたんひ） - 貞観中（627年から641年頃）の書。
- 化度寺邕禅師塔銘（けどじようぜんじとうめい） - 貞観5年（631年）の書。
- 九成宮醴泉銘（きゅうせいきゅうれいせんめい） - 貞観6年（632年）の書。
- 温彦博碑（おんげんはくひ） - 貞観11年（637年）80歳のときの書。

### 皇甫誕碑
隋で有名な皇甫誕の碑である。唐代になってから、その子の皇甫無逸がこの碑を追建した。唐の于志寧が撰文し、欧陽詢が書いた。全28行で、各行59字あり、西安に現存する。
この碑は1596年に割れたため、それ以前の拓本は「未断本」と呼ばれる。なお刻字はしだいに風化や磨滅で文字が欠け、清初には「無逸」の2字が残っているので「無逸本」というが、最近の拓本ではこの2字も消えている。

### 化度寺邕禅師塔銘
隋の信行禅師を開祖とする三階教の僧、化度寺の邕禅師の舎利塔銘である。貞観5年（631年）、邕禅師入寂ののち、長安の南山の鴟鳴垖にある信行禅師霊塔の左に建立されたもので、標題には「化度寺故僧邕禅師舎利塔銘」とあり、碑文は唐の李百薬の撰である。原石はすでに宋代に亡び、今日、整拓の伝わるものはない。清の翁方綱によると、全34行、各行33字で、欠文も含めると、1089字になるという。碑面の大きさは、高さ69.7cm、幅もほぼ同じであると推定されている。

### 九成宮醴泉銘
唐の太宗は貞観6年夏、隋の仁寿宮を修理して造営した九成宮（離宮）に避暑した。そのとき、たまたま一隅に醴泉（れいせん、あま味のある泉。甘泉）が湧き出たので、これは唐の帝室が徳をもって治めていることに応ずる一大祥瑞であるとし、この顚末を記して碑に刻することとなり、勅命により魏徴が撰文し、欧陽詢が書いた。
全24行で、各行50字あり、篆額に「九成宮醴泉銘」とある。欧陽詢の書として最も有名であり、書体は隋代に行われた方形から脱して特色ある長方形を成し、王羲之の楷書を脱して隷法を交え、清和秀潤な風格がある。陝西省麟遊県に現存する。

### 温彦博碑
虞恭公碑ともいう。昭陵陪冢碑（しょうりょうばいちょうひ）の一つ。昭陵は長安城の西北方、醴泉県の東北50km、九嵕山に太宗が築いた自身の墓地である。この山を中心にして付近に諸王公主、及び功臣の墓を築くことを許した。最も早く葬られた温彦博（貞観11年（637年）6月没）は、太宗に仕えて尚書右僕射（しょうしょ うぼくや）となり、虞国公に封ぜられ、「恭」を諡された。碑文は岑文本の撰、全36行、各行77字である。ただし、この碑は古くから下部の大半の文字が侵されて滅しており、世に伝わる宋拓本も上半1行あたり20数字にとどまっている。